# Santo (singel Christiny Aguilery)
„Santo” – piosenka wykonywana przez amerykańską wokalistkę Christinę Aguilerę we współpracy z portorykańskim artystą Ozuną, wydana na singlu 20 stycznia 2022 roku nakładem Sony Music Latin. Był to trzeci singel promujący minialbum wykonawczyni La Fuerza, jak również longplay Aguilera. Autorami nagrania są Aguilera, Dallas James Koehlke, Gale, Josh Barrios oraz Ozuna, natomiast za produkcję odpowiadają DallasK, Rafa Arcaute, Federico Vindver, Afo Verde i Jean Rodríguez.
„Santo” jest piosenką z pogranicza reggaeton i muzyki latin urban, w której opowiedziana zostaje historia dwóch osób gotowych zrobić dla siebie wszystko, a także popełnić każdy grzech. Utwór został pozytywnie oceniony przez krytyków, którzy pochwalili umiejętności wokalne Aguilery oraz rytm nagrania i jego przebojowość. Singel spotkał się z sukcesem komercyjnym w Ameryce Łacińskiej, gdzie uplasował się w czołowej dziesiątce notowań w Gwatemali, Panamie, Peru, Portoryko czy Salwadorze. Zajął też trzecie miejsce listy Latin Pop Airplay, wydawanej przez tygodnik Billboard, ósme miejsce listy Mexico Espanol Airplay (tego samego wydawcy) oraz siedemnastą pozycję w węgierskim zestawieniu Single Top 40 slágerlista.
Utwór nominowano do nagrody Latin Grammy w kategorii najlepszy występ z utworem urban. Teledysk do piosenki, który toczy się w mistycznym lesie, porównanym do „mrocznego Edenu”, uzyskał nominację do nagrody Latin American Music.

## Informacje o utworze

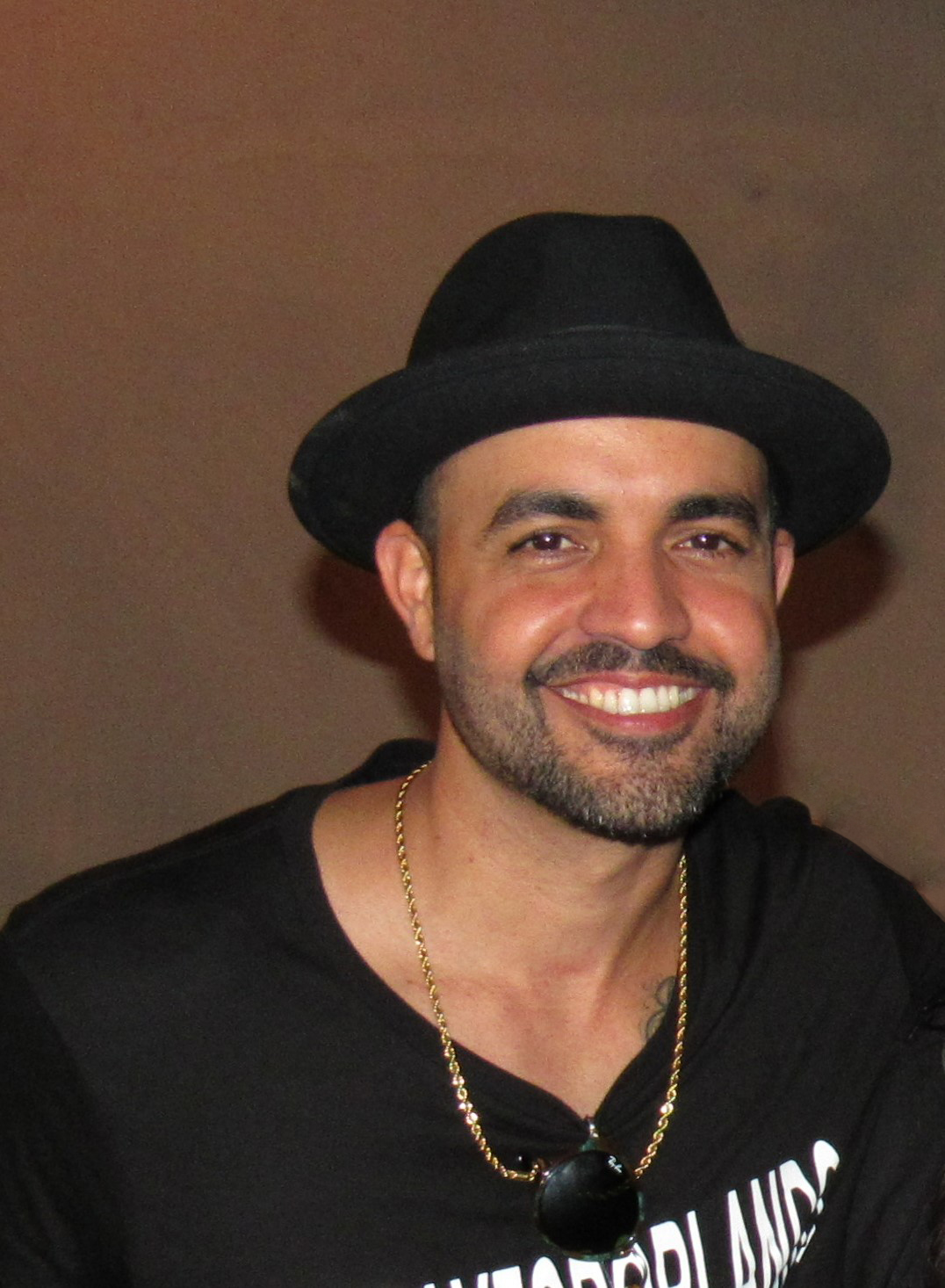
Jean Rodríguez, odpowiedzialny za produkcję wokalną utworu.

Aguilera nagrała utwór we współpracy z portorykańskim wokalistą Ozuną, choć początkowo w sieci pojawiały się informacje, że na featuringu obecna będzie Becky G. „Santo” to piosenka utrzymana w konwencji latynoskiego popu, reggaetonu, muzyki latin urban oraz muzyki cumbia. Zawiera wpływy rumby, wykorzystano w niej instrumenty perkusyjne, bębny oraz marakasy. Monitor Latino, wydawca list przebojów, podaje, że utwór „zaprogramowano” z myślą o formacie radiowym CHR. Nagranie skomponowano w tonacji a-moll, jest ono oparte na umiarkowanie szybkich ruchach 96 uderzeń na minutę. Tekst utworu opowiada historię dwóch osób, które są skłonne umrzeć dla ciebie nawzajem i są gotowe popełnić każdy grzech.
W refrenie Aguilera śpiewa: „Święty, ocal mnie / Za twoją sprawą tańczę perreo / Skosztuj mnie i ugryź; powiem, kiedy możesz przestać”. W swojej zwrotce Ozuna nakazuje kobiecie tańczyć w szpilkach i nazywa ją groźniejszą niż karabin.
Nawiązanie do utworu padło w piosence „Brujería” z minialbumu Aguilery La Tormenta, gdzie wokalistka nazywa tajemniczego kochanka „świętym, który okazał się diabłem”.

## Wydanie singla
Wersja demo piosenki wyciekła do internetu na początku października 2021 roku. „Santo” znalazł się na liście dziesięciu utworów z najlepszym debiutem w serwisie streamingowym Spotify w dniach 21–23 stycznia 2022.
Pod koniec miesiąca singel trafił na oficjalną playlistę Spotify zestawiającą najczęściej słuchane piosenki stycznia.
W Portoryko singel spędził pięć tygodni na miejscu pierwszym listy Top 20 Airplay – Pop.
W Surinamie utwór debiutował z miejsca trzydziestego na liście przebojów Nationale Top 40, a jako szczytowe zajął na niej miejsce dwudzieste pierwsze.
W Ekwadorze piosenka weszła na listę Top 100 Airplay & Streaming, kompilowaną przez Charts Ecuador, debiutując na niej pod koniec stycznia 2022. Powróciła na listę w połowie marca, a jako szczytowe zajęła na niej miejsce pięćdziesiąte pierwsze.

## Odbiór

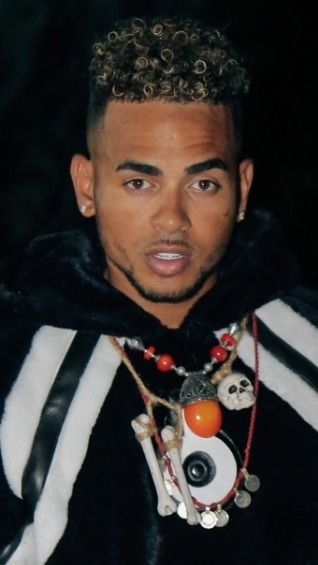
W recenzji dla serwisu Entertainment Focus uznano, że głos Ozuny dobrze współgra z wokalem Aguilery.

### Recenzje
Piosenka została pozytywnie oceniona przez krytyków. Lideny Villatoro, dziennikarka Univision, uznała, że utwór inspirowany jest tańcem perreo oraz kulturą Portoryko i stanowi „obietnicę wielkiego przeboju”. Zdaniem Villatoro „grzechem jest nie zatańczyć do «Santo», słuchając jego rytmu”. Liz Calvario‍ (Entertainment Tonight) nazwała „Santo” „najgorętszą piosenką roku”. W omówieniu dla portalu CGM utwór określono jako „natychmiastowy hit”, a o Aguilerze i Ozunie napisano: „gwiazdy z pełną mocą wnoszą (do piosenki – przyp.) swoje niezrównane wokale”. Lucas Villa z serwisu Rolling Stone skwitował nagranie jako seksowne. Albert Nowicki, recenzując minialbum La Fuerza dla strony Prime News, stwierdził, że piosenka ma „największy potencjał komercyjny” i „za kilka lat może okazać się równie kultowa, jak «Livin’ la vida loca» czy «Despacito»”. Shirley Gómez, na łamach tygodnika ¡Hola!, podsumowała utwór jako „silny”, „hołdujący latynoskim i afrokaraibskim rytmom”.
Serwis Rosario3.com, należący do argentyńskiej stacji telewizyjnej El Tres, również wydał pozytywną recenzję: napisano w niej, że utwór „napędzany jest przez zaraźliwy, reggaetónowy rytm”. Według Zuzanny Janickiej (The-Rockferry) nagranie „natychmiastowo wpada w ucho”, a w serwisie That Grape Juice nazwano je „skwiercząco gorącym”. Pip Ellwood-Hughes, współpracujący z portalem Entertainment Focus, wskazał „Santo” jako najsilniejszy ustęp płyty, chwaląc piosenkę za „pulsujący beat”, który powinien przynieść jej popularność w latynoamerykańskich klubach. Hughes docenił też „charakterystyczny” głos Ozuny, który dobrze współgra z wokalem Aguilery i dodał: „kawałek jest niezaprzeczalnie chwytliwy”. Podobnego zdania był recenzent piszący dla serwisu Monitor Latino, który uznał, że piosenka jest „bardzo rytmiczna” i „wszyscy do niej zatańczą”. Polski serwis El Cultura, poświęcony kulturze Ameryki Łacińskiej, podsumował utwór jako „hipnotyzujący”, „przyprawiający o zawrót głowy”. Enrique Cerros (NEIU Independent) twierdził, że nagranie jest „pikantne” i okazuje się „prawdziwym klubowym bangerem”; Aldo Magallanes (El Siglo de Torreón) nazwał je „doskonałą fuzją” i „latynoskim hitem”.

### Późniejsze opinie
Jacob Uitti, piszący dla magazynu American Songwriter, przypisał singlowi miejsce piąte na liście dziesięciu najlepszych piosenek w dorobku Aguilery. W lipcu 2022 serwis Billboard wymienił „Santo” na liście sześciu „najlepszych latynoskich featuringów roku”.

## Teledysk

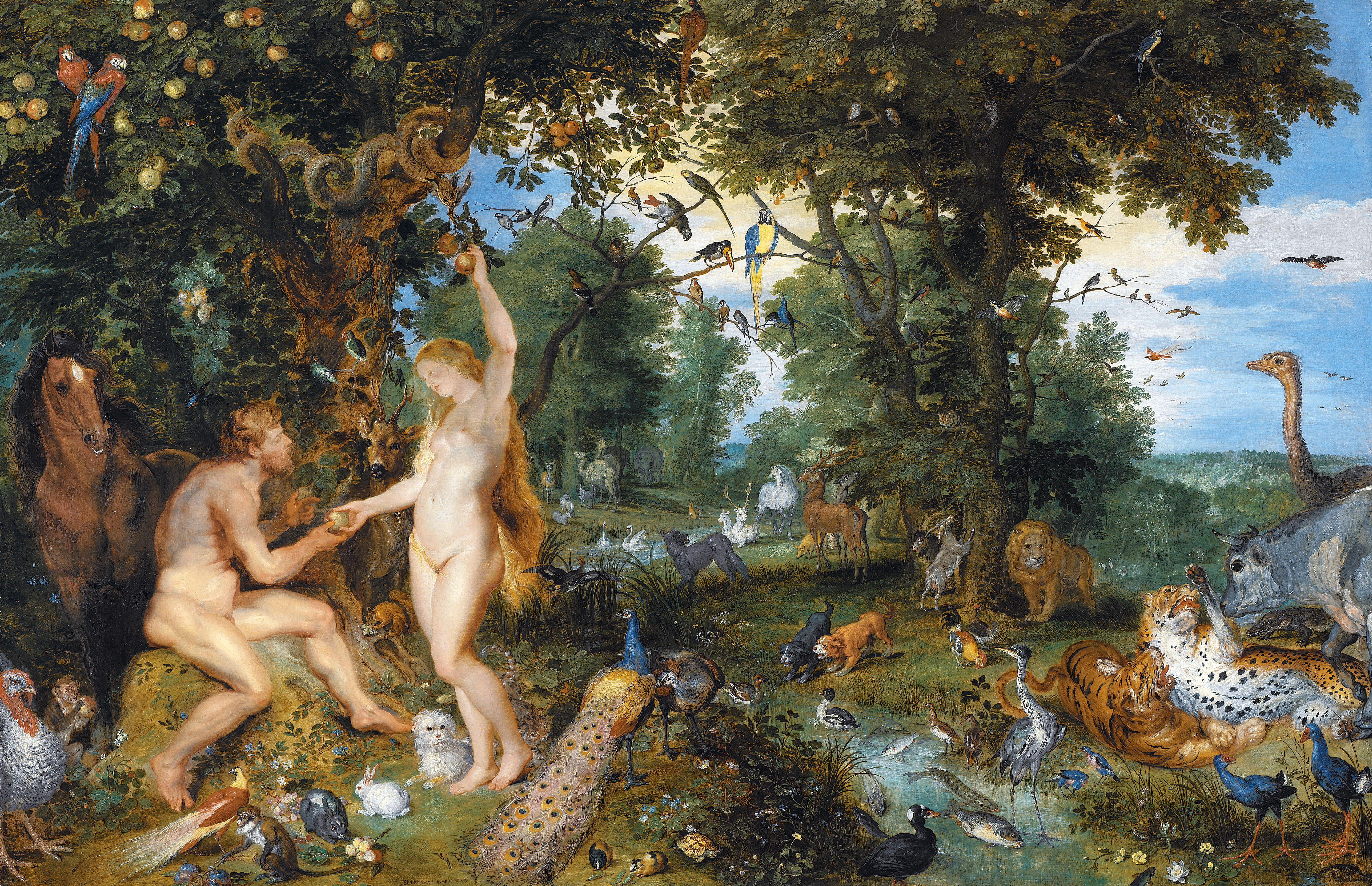
Serwis Rolling Stone uznał, że scenografia teledysku przypomina „mroczny Eden”.

Premiera teledysku do utworu „Santo” miała miejsce tego samego dnia co premiera singla, 20 stycznia 2022 roku. Reżyserem kręconego w Las Vegas wideoklipu jest pochodzący z Wenezueli Nuno Gomes. Historia przedstawiona w teledysku kontynuuje tę, którą opowiedziano w dwóch poprzednich wideoklipach Aguilery („Pa mis muchachas”, „Somos nada”). Abstrakcyjny teledysk rozpoczyna się sceną, w której Aguilera odwiedza kino: emitowany jest w nim film Santo – Chapter III. Artystka ma na sobie czarną, gotycką suknię i welon oraz mocny makijaż. Po wejściu do budynku Aguilera przenosi się do mistycznego lasu w świecie podziemi, gdzie staje twarzą w twarz z byłym kochankiem i współpracownikiem (w tej roli ponownie Francesco Cuizza, który pojawił się w klipach do dwóch wcześniejszych singli z albumu La Fuerza). Bohater zmarł pod koniec klipu do utworu „Somos nada” i prześladuje wokalistkę jako duch.
Ozuna pojawia się w teledysku jako zbawca, który ratuje Aguilerę (wers refrenu można przetłumaczyć jako: „Święty, ocal mnie”), a następnie rapuje swoje partie w spowitym mgłą lesie, otoczony ubranymi w czerwony lateks tancerkami. Aguilera trafia do ogrodu, w którym towarzyszą jej tancerze – poubierani w kwiaty i przypominający postać Trującego Bluszczu. Artystka ma na sobie czerwoną suknię i piercing – kolczyk w kształcie kwiatu w dolnej wardze. W ostatniej scenie wideoklipu, po uderzeniu pioruna, widzimy artystkę ponownie przed starym kinem; w jej oczach, na zbliżeniu, odbijają się błyskawice.
W serwisie Entertainment Tonight teledysk określono jako „skwarny” i zmysłowy, a w recenzji dla portalu CGM pisano, że jest on „wizualnie oszałamiający”. Krytyk Albert Nowicki uznał, że wideoklip przypomina „skrzyżowanie «Get Ur Freak On» z «Everybody» zespołu Backstreet Boys”. Tomás Mier, dziennikarz Rolling Stone, porównał Aguilerę i Ozunę do Adama i Ewy, ale w „dzikim wydaniu”, a scenografię teledysku okrzyknął jako „mroczny Eden”.
Współtwórcy
- Reżyseria: Nuno Gomes[1]
- Dyrektor kreatywny: Danna Takako, Rudy Grazziani; studio Original Creative Agenc[39]
- Występują: Christina Aguilera, Ozuna, Francesco Cuizza[39]
- Choreografia: Teresa „Toogie” Barcelo[40]
- Asystent choreografki: David Mayorga[40]
- Tancerze: Alyse Rockett, Brianna Pavon, Renato Gamez, Samath Orm, Alexis Saenz, Orlando Agawin, Kat Cheng, Shantel Ureña, Clarys Biagi, Nadine Olmo, Jonathan Burdine, Julio Marcelino, Owen Scarlett, Malachi Middleton, William Ylvisaker[40]
- Stylizacja: Anna Trevelyan[39]
- Charakteryzacja: Etienne Ortega[39]
- Wytwórnia: Compostela Films & Art[39]

### Wersja alternatywna
10 lutego 2022 na profilu Aguilery w serwisie Facebook opublikowano alternatywną wersję teledysku. Trwający niewiele ponad trzy minuty wideoklip także wyreżyserował Nuno Gomes. Aguilera i Ozuna śpiewają w nim wersy i refren piosenki, ubrani w czerwone, lateksowe stroje. Akcja toczy się w lesie przy pełni Księżyca, a klip utrzymany jest w kolorystyce jaskrawego, neonowego fioletu. 15 czerwca 2022 alternatywny wideoklip pojawił się też na oficjalnym youtube’owym kanale Aguilery.

## Promocja i wykonania koncertowe
W lutym 2022 roku popularność w sieci zyskał klip, w którym do piosenki tańczy Shiloh Jolie-Pitt. Aguilera wykonała utwór po raz pierwszy w trakcie wydarzenia muzycznego Mallorca Live Festival pod koniec czerwca 2022. Następnie piosenka została wpisana na setlistę promocyjnej trasy koncertowej EU/UK Summer Series, która odbyła się latem 2022 i objęła osiem występów w Hiszpanii, Monako oraz Wielkiej Brytanii. W ramach tournée artystka wystąpiła między innymi na The O2 Arena w Londynie, a także podczas Brighton Pride w Preston Park.
W październiku 2022 Aguilera zaśpiewała „Santo” podczas koncertu w The Hollywood Palladium, przy Bulwarze Zachodzącego Słońca. Na przestrzeni 2023 roku wokalistka wykonywała utwór na scenie podczas licznych imprez muzycznych, jak Festival de Viña del Mar w Chile czy Smukfest w Danii, a także na koncertach w Izraelu (Riszon le-Cijjon, w sierpniu) oraz w Turcji (Antalya). We wrześniu 2023 Aguilera wystąpiła na Malcie, podczas pride’owego koncertu, na którym zjawiło się 38 tys. widzów. Wykonała między innymi utwór „Santo”.

## Nagrody i wyróżnienia
| Rok  | Ceremonia                   | Nagroda                                                          | Rezultat  |
| ---- | --------------------------- | ---------------------------------------------------------------- | --------- |
| 2022 | Latin American Music Awards | najlepszy teledysk                                               | Nominacja |
| 2022 | Premios Juventud            | współpraca „OMG” (najlepsza współpraca z artystą anglojęzycznym) | Nominacja |
| 2023 | Latin Grammy Awards         | najlepszy występ z utworem urban                                 | Nominacja |
| 2023 | Premios Lo Nuestro          | najlepszy miks roku                                              | Nominacja |

## Pozycje na listach przebojów
| Kraj/region       | Notowanie (2022)            | Wydawca                                       | Najwyższa pozycja |
| ----------------- | --------------------------- | --------------------------------------------- | ----------------- |
| Ameryka Łacińska  | Top 10 Airplay — General    | Monitor Latino                                | 6                 |
| Ameryka Łacińska  | Top 20 Airplay — Latino     | Monitor Latino                                | 6                 |
| Argentyna         | Top 20 Airplay — Latino     | Monitor Latino                                | 19                |
| Chile             | Airplay Chart (Daily)       | Soundcharts                                   | 2                 |
| Chile             | Airplay Chart (Weekly)      | Soundcharts                                   | 13                |
| Chile             | Top 20 Airplay — Pop        | Monitor Latino                                | 10                |
| Chile             | Top 40 Airplay              | Los 40                                        | 13                |
| Dominikana        | Top 20 Airplay — Pop        | Monitor Latino                                | 7                 |
| Ekwador           | Top 20 Airplay — Pop        | Monitor Latino                                | 16                |
| Ekwador           | Top 100 Airplay & Streaming | Charts Ecuador                                | 51                |
| Francja           | Top 200 Airplay             | SNEP                                          | 131               |
| Gwatemala         | Top 20 Airplay – General    | Monitor Latino                                | 3                 |
| Gwatemala         | Top 20 Airplay – Latino     | Monitor Latino                                | 3                 |
| Gwatemala         | Top 20 Airplay – Pop        | Monitor Latino                                | 1                 |
| Hiszpania         | Top 100 Singles             | PROMUSICAE                                    | 72                |
| Honduras          | Top 20 Airplay – Pop        | Monitor Latino                                | 5                 |
| Kostaryka         | Top 20 Airplay – Latino     | Monitor Latino                                | 18                |
| Meksyk            | Airplay Chart               | Soundcharts                                   | 19                |
| Meksyk            | Mexico Airplay              | Billboard                                     | 22                |
| Meksyk            | Mexico Espanol Airplay      | Billboard                                     | 8                 |
| Meksyk            | Top 20 Airplay — Pop        | Monitor Latino                                | 13                |
| Niemcy            | Official Download Chart     | Official German Charts                        | 80                |
| Nikaragua         | Top 20 Airplay – Pop        | Monitor Latino                                | 14                |
| Panama            | Top 20 Airplay – General    | Monitor Latino                                | 6                 |
| Panama            | Top 20 Airplay – Latino     | Monitor Latino                                | 6                 |
| Panama            | Top 20 Airplay – Pop        | Monitor Latino                                | 4                 |
| Panama            | Top 20 Airplay – Urbano     | Monitor Latino                                | 6                 |
| Panama            | Top 50 Internacional        | Sociedad Panameña de Productores Fonográficos | 7                 |
| Peru              | Top 20 Airplay – General    | Monitor Latino                                | 9                 |
| Peru              | Top 20 Airplay – Latino     | Monitor Latino                                | 9                 |
| Peru              | Top 20 Airplay – Pop        | Monitor Latino                                | 4                 |
| Peru              | Top 20 Airplay – Urbano     | Monitor Latino                                | 5                 |
| Portoryko         | Top 20 Airplay – General    | Monitor Latino                                | 6                 |
| Portoryko         | Top 20 Airplay – Pop        | Monitor Latino                                | 1                 |
| Portoryko         | Top 20 Airplay – Urbano     | Monitor Latino                                | 7                 |
| Salwador          | Top 20 Airplay – General    | Monitor Latino                                | 6                 |
| Salwador          | Top 20 Airplay – Pop        | Monitor Latino                                | 5                 |
| Salwador          | Top 20 Airplay – Urbano     | Monitor Latino                                | 6                 |
| Stany Zjednoczone | Hot Latin Songs             | Billboard                                     | 24                |
| Stany Zjednoczone | Latin Airplay               | Billboard                                     | 12                |
| Stany Zjednoczone | Latin Digital Song Sales    | Billboard                                     | 3                 |
| Stany Zjednoczone | Latin Pop Airplay           | Billboard                                     | 3                 |
| Stany Zjednoczone | Latin Rhythm Airplay        | Billboard                                     | 7                 |
| Stany Zjednoczone | Latin Urban Airplay Top 50  | Mediabase                                     | 11                |
| Surinam           | Top 40 Singles              | Nationale Top 40                              | 21                |
| Urugwaj           | Airplay Chart               | Soundcharts                                   | 8                 |
| Wenezuela         | Top 20 Airplay – Pop        | Monitor Latino                                | 9                 |
| Wenezuela         | Top 20 Airplay – Urbano     | Monitor Latino                                | 12                |
| Węgry             | Airplay Chart (Daily)       | Soundcharts                                   | 5                 |
| Węgry             | Airplay Chart (Weekly)      | Soundcharts                                   | 11                |
| Węgry             | Top 40 Airplay              | MAHASZ                                        | 38                |
| Węgry             | Top 40 Singles              | MAHASZ                                        | 17                |

Notowania radiowe/internetowe
| Kraj/region      | Notowanie (2022) | Wydawca                              | Najwyższa pozycja | Data osiągnięcia pozycji szczytowej |
| ---------------- | ---------------- | ------------------------------------ | ----------------- | ----------------------------------- |
| Ameryka Łacińska | Top 30 Songs     | Radio Disney Latin America           | 6                 | 2022−03−15                          |
| Argentyna        | Top 30 Songs     | FM Like                              | 7                 | 2022−02−22                          |
| Ekwador          | Top Caliente     | Radio Punto Rojo                     | 1                 | 2022−03−19                          |
| Ekwador          | Top Songs        | Space Records                        | 1                 | 2022−03−21                          |
| Hiszpania        | Top 40 Songs     | Jenesaispop                          | 1                 | 2022−02−19                          |
| Hiszpania        | Top 50 Songs     | Top 50 Oficial — — Tu Portal Musical | 1                 | 2022−02−14                          |
| Meksyk           | Lista LOS40      | LOS40 México                         | 20                | 2022−02−19                          |
| Niemcy           | Top 50 Songs     | Hitfire                              | 4                 | 2022−02−??                          |

### Listy końcoworoczne
| Kraj              | Notowanie (2022)        | Wydawca        | Pozycja |
| ----------------- | ----------------------- | -------------- | ------- |
| Argentyna         | Airplay Chart — General | Monitor Latino | 67      |
| Boliwia           | Airplay Chart — General | Monitor Latino | 58      |
| Chile             | Airplay Chart — Pop     | Monitor Latino | 38      |
| Dominikana        | Airplay Chart — General | Monitor Latino | 24      |
| Gwatemala         | Airplay Chart — General | Monitor Latino | 20      |
| Panama            | Airplay Chart — General | Monitor Latino | 34      |
| Paragwaj          | Airplay Chart — Pop     | Monitor Latino | 77      |
| Portoryko         | Airplay Chart — General | Monitor Latino | 78      |
| Portoryko         | Airplay Chart — Pop     | Monitor Latino | 20      |
| Salwador          | Airplay Chart — Pop     | Monitor Latino | 83      |
| Stany Zjednoczone | Latin Pop Airplay       | Billboard      | 24      |
| Stany Zjednoczone | Latin Rhythm Airplay    | Billboard      | 45      |

## Sprzedaż i certyfikaty
| Kraj              | Wydawca | Certyfikat | Sprzedaż |
| ----------------- | ------- | ---------- | -------- |
| Stany Zjednoczone | RIAA    | platyna    | 60,000+  |

## Historia wydania
- Stany Zjednoczone: 23 stycznia 2022 (airplay; format Spanish Contemporary/US Latin Radio)[127]
- Włochy: 27 stycznia 2022 (airplay)[128]
- Rosja: 1 lutego 2022 (airplay)[129]